# Interactive video compositing
Pour les articles homonymes, voir IVC.
L'interactive video compositing (ou IVC) est une technique de réalisation interactive liant l'utilisation d'éléments pré-rendus en vidéo et d'éléments graphiques fixes afin de créer une cohérence visuelle permettant d'utiliser l'ensemble dans un concept d'interactions.
La différence avec le compositing vidéo réside dans la finalité du produit. Un "IVC" est produit dans le but de proposer une expérience interactive enrichie des médias qui la composent. 
Les exemples les plus populaires viennent des jeux vidéo qui utilisaient cette technique avant la propagation des moteurs de 3D en temps réel. Sur internet, certains sites (généralement en flash) utilisent également cette technique de rendu visuel avec d'autres effets.

## Exemples de jeux en IVC
- The 7th Guest
- Myst
- Versailles 1685 : Complot à la cour du Roi Soleil

## Exemples de sites en IVC
- (en)  Soundcircus - self promotion
- (en)  Intel - Meintru3d
- (en)  Les Podcats - France Télévision
- (fr)  ComCast Town - self promotion

## Référence
- (en) Thomas Porter et Tom Duff, « Compositing Digital Images », Computer Graphics, vol. 18, no 3,‎ 1984, p. 253–259 (ISBN 0-89791-138-5, DOI 10.1145/800031.808606) Proceedings of SIGGRAPH '84, 18 (1984). Available at pixar.com.
- (en)  Interactive Video Compositing Art.